# Audrey Millet
Pour les articles homonymes, voir Millet.
Audrey Millet, née le 22 août 1981, est une historienne, chercheuse, autrice et experte française en écosystème de la mode. Elle est chercheuse Marie-Sklodowska Curie à l'université d'Oslo. Audrey Millet travaille sur les sweatshops à Paris, Shanghai et Prato, le capitalisme et l'industrie de l'habillement, et les liens entre genre, travail et techniques.

## Biographie
Docteure en histoire et lettres, Audrey Millet est spécialisée dans l'histoire de la mode. Elle a auparavant exercé le métier de styliste. Elle est l'autrice de différents ouvrages et articles en anglais, italien, français et portugais. Elle a enseigné dans plusieurs universités, notamment à l'université Paris-Dauphine et l'École des hautes études en sciences sociales (EHESS), à l’université d'Oslo ou à l'Institut universitaire européen de Florence. Elle collabore régulièrement avec la presse et les médias.
Audrey Millet a été chercheuse associée du laboratoire Institutions et dynamiques historiques de l'économie et de la société pour le Centre national de la recherche scientifique (CNRS) entre 2015 et 2018. Elle reçoit la mention spéciale du 18e prix d'histoire François Bourdon pour sa thèse intitulée « Techniques, entreprises et société industrielle »,.

## Publications
Audrey Millet a publié une trentaine d'articles et de chapitres scientifiques en français, en italien et en anglais portant sur les dessinateurs, l'industrie de la mode, les sciences et les techniques, l'histoire du travail. Elle obtient plusieurs bourses de recherche : Maison française d'Oxford, université du Delaware à Philadelphie, Max Weber Fellow à l'Institut universitaire européen à Florence et Marie-Sklodowska Curie à l'université d'Oslo.
Après la publication de Fabriquer le désir chez Belin éditeur en 2020, la chercheuse Audrey Millet poursuit son analyse de l'histoire de la mode avec le Livre noir de la mode, paru en mars 2021 aux Éditions Les Pérégrines. Elle référence dans cet ouvrage l'ensemble des scandales qui jalonnent le monde de la mode de sa naissance jusqu’aux années 2020, et dénonce un système controversé et capitaliste dans lequel subsiste notamment l’esclavage moderne, la misogynie, la tyrannie des puissants et des drames sociaux, sanitaires ou environnementaux,,. Son approche se situe à la croisée de l'histoire économique et sociale, et de l'histoire des techniques. Le livre est relayé dans les médias,,,,.
En 2022, Audrey Millet publie Les dessous du maillot de bain aux Éditions Les Pérégrines. L'historienne analyse à travers cet essai l'utilisation de ce vêtement à la fois symbole de l'émancipation des femmes et outil d'injonction aux normes de beauté,,. L'ouvrage est sélectionné pour la première liste du prix Renaudot Essai. La presse française, belge, suisse, italienne et canadienne réserve un bon accueil au livre,,,,,,.
La même année, Audrey Millet participe à la bande dessinée Les héros de l'étoffe : la fabuleuse histoire du textile, comme co-scénariste avec Séverine Laliberté et le dessinateur Nicolas Gobbi. L'ouvrage est édité en partenariat avec la Cité des sciences et de l'industrie.
En 2023, Audrey Millet publie un nouvel essai : Woke washing. Capitalisme, consumérisme, opportunisme, toujours aux Éditions Les Pérégrines. L'ouvrage s'empare de la récupération des causes progressistes, dites woke, par le capitalisme et analyse le dévoiement commercial et consumériste de ce mouvement militant. De la révolte romantique du XIXe siècle à l’émergence du développement durable et de la RSE, en passant par les luttes pacifistes, féministes, anticolonialistes, antiracistes et LGBTQIA+, Audrey Millet analyse la façon dont le wokisme industriel s’approprie et vide de leur sens les revendications populaires depuis deux siècles pour pousser à consommer toujours plus. La presse réagit rapidement indiquant notamment que « le livre de l’historienne, porté par un texte fort et référencé, analyse les évolutions sociales et économiques du XIXe siècle à nos jours pour retracer l’origine du mouvement woke et comprendre l’émergence de l’activisme de marque. Une relecture inédite qui doit son intensité à la force des exemples choisis par l’historienne pour illustrer la posture des marques d’envergure et ce qu’elle décrit comme un grand aveuglement collectif ».    
L'odyssée d'Abdoul. Enquête sur le crime organisé est publié aux Éditions Les Pérégrines en 2024. Dans la préface, Caroline Abu Sa’Da, directrice de SOS Méditerranée Suisse, indique : L’odyssée d’Abdoul se lit les larmes aux yeux et la rage au ventre. L'ouvrage est rapidement salué par Le Monde. À travers l’histoire d’Abdoul, après 2 ans d'investigation et 150 interviews, Audrey Millet décortique les réseaux mondiaux de trafics – d’armes, de drogue, d’organes, d’êtres humains – dans lesquels tant de migrants se retrouvent piégés. Le livre est « un essai-enquête salutaire qui analyse un système inextricable dont les enjeux politiques et sociétaux ne peuvent plus être ignorés. La lueur d’espoir viendra d’Abdoul, figure d’humanité invaincue »[source insuffisante]. RFI, L'Humanité, Le Nouvel Obs relaient l'ouvrage et le témoignage direct d'Abdoul. Mondafrique titre : « Une enquête exemplaire d’Audrey Millet sur le trafic d’êtres humains ». L'ouvrage est distingué par le prix Mare Nostrum 2024 en Histoire et Géopolitique,,[source insuffisante]. Elle fait partie des six finalistes du Prix du Livre du Réel 2025 en littérature francophone,. 